# Joaquim Abranches
Joaquim Abranches (Verna, 28 ottobre 1985) è un calciatore indiano, attaccante del Vasco.

## Carriera

### Club
Nato a Verna, Goa, Abranches aveva 19 anni quando firmò col Dempo. Nei tre anni seguenti giocò nella Goa Professional League facendosi un nome segnando alcuni gol importanti. Uno dei migliori cannonieri del Dempo nella Goa League e aiutò il Dempo a vincere due volte la Goa League in quel periodo.

### Nazionale
Tra il 2010 ed il 2013 ha totalizzato complessivamente 11 presenze ed un gol con la nazionale indiana.

## Statistiche

### Cronologia presenze e reti in nazionale
| Cronologia completa delle presenze e delle reti in nazionale ― India | Cronologia completa delle presenze e delle reti in nazionale ― India | Cronologia completa delle presenze e delle reti in nazionale ― India | Cronologia completa delle presenze e delle reti in nazionale ― India | Cronologia completa delle presenze e delle reti in nazionale ― India | Cronologia completa delle presenze e delle reti in nazionale ― India | Cronologia completa delle presenze e delle reti in nazionale ― India | Cronologia completa delle presenze e delle reti in nazionale ― India |
| Data                                                                 | Città                                                                | In casa                                                              | Risultato                                                            | Ospiti                                                               | Competizione                                                         | Reti                                                                 | Note                                                                 |
| -------------------------------------------------------------------- | -------------------------------------------------------------------- | -------------------------------------------------------------------- | -------------------------------------------------------------------- | -------------------------------------------------------------------- | -------------------------------------------------------------------- | -------------------------------------------------------------------- | -------------------------------------------------------------------- |
| 27-2-2012                                                            | Dubai                                                                | Azerbaigian                                                          | 3 – 0                                                                | India                                                                | Amichevole                                                           | -                                                                    | 85’                                                                  |
| 9-3-2012                                                             | Kathmandu                                                            | India                                                                | 3 – 0                                                                | Tagikistan                                                           | AFC Challenge Cup 2012 - 1º turno                                    | -                                                                    | 81’                                                                  |
| 11-3-2012                                                            | Kathmandu                                                            | Filippine                                                            | 2 – 0                                                                | India                                                                | AFC Challenge Cup 2012 - 1º turno                                    | -                                                                    | 65’                                                                  |
| 6-2-2013                                                             | Kochi                                                                | India                                                                | 2 – 4                                                                | Palestina                                                            | Amichevole                                                           | -                                                                    | 77’                                                                  |
| Totale                                                               |                                                                      | Presenze                                                             | 4                                                                    |                                                                      | Reti                                                                 | 0                                                                    |                                                                      |